# Schwaigerloh
Schwaigerloh ist eine Ortsbezeichnung im Gemeindebereich von Oberding.
Schwaigerloh ist kein amtlich benannten Gemeindeteil. Häufige Verwendung findet die Ortsbezeichnung in der Verbindung mit der im Bau befindlichen Station Bahnhof Schwaigerloh des Erdinger Ringschlusses. Auf der Topographischen Karte wird der Ort bei der Kiesgrube östlich der Eichenstraße angegeben.
Entstanden ist die Ortsbezeichnung aus dem Flurnamen Schwaiger Loh. Die Schwaiger Loh befindet sich nördlich von Schwaig.
Koordinaten: 48° 21′ N, 11° 50′ O